# Lockheed Vega
A Lockheed Vega hatszemélyes, egyfedelű könnyű utasszállító repülőgép, amelyet 1927-től gyártott a Lockheed. Több nevezetes repülés fűződik a típushoz. Ilyen gépet használt Amelia Earhart, aki az első női pilótaként egyedül repülte át az Atlanti-óceánt. Wiley Post pedig ezzel a típussal kétszer is körberepülte a Földet.